# Пояна (Кріштіору-де-Жос, Біхор)
Пояна (рум. Poiana) — село у повіті Біхор в Румунії. Входить до складу комуни Кріштіору-де-Жос.
Село розташоване на відстані 353 км на північний захід від Бухареста, 85 км на південний схід від Ораді, 86 км на південний захід від Клуж-Напоки, 129 км на північний схід від Тімішоари.

## Населення
За даними перепису населення 2002 року у селі проживали 555 осіб, з них 552 особи (99,5%) румунів. Рідною мовою 554 особи (99,8%) назвали румунську.